# Estal
Estal ist eine französische Gemeinde mit 106 Einwohnern (Stand 1. Januar 2022) im Département Lot in der Region Okzitanien. Sie gehört zum Arrondissement Figeac und zum Kanton Cère et Ségala.
Nachbargemeinden sind Gagnac-sur-Cère im Nordwesten, Laval-de-Cère im Norden, Teyssieu im Osten und Cornac im Süden.

## Bevölkerungsentwicklung
| Jahr      | 1962 | 1968 | 1975 | 1982 | 1990 | 1999 | 2008 | 2018 |
| --------- | ---- | ---- | ---- | ---- | ---- | ---- | ---- | ---- |
| Einwohner | 173  | 163  | 147  | 129  | 134  | 110  | 123  | 108  |